# Rendez-vous à dîner
Pour plus de détails, voir Fiche technique et Distribution.
Rendez-vous à dîner (Maowid ala ashaa) est un film égyptien réalisé par Mohamed Khan, sorti en 1981.

## Synopsis
Maowid ala Ashaa est un film d'amour égyptien de 1981, mettant en vedette Soad Hosni et Ahmed Zaki. 
L'histoire de la vie d'une femme belle et pure, intéressée par les toutes petites choses avec une grande sensibilité.

## Fiche technique
- Titre original : Maowid ala ashaa
- Titre français : Rendez-vous à dîner[1]
- Réalisation : Mohamed Khan
- Pays d'origine : Égypte
- Durée : 103  min
- Date de sortie : 
  - Égypte : 1981
  - France : 27 avril 1983

## Distribution
- Houssein Fahmi : Nawal Ibrahim Kamel
- Souad Hosni : Ezzat Abu Al Rous